# Christian Wilhelm Haken

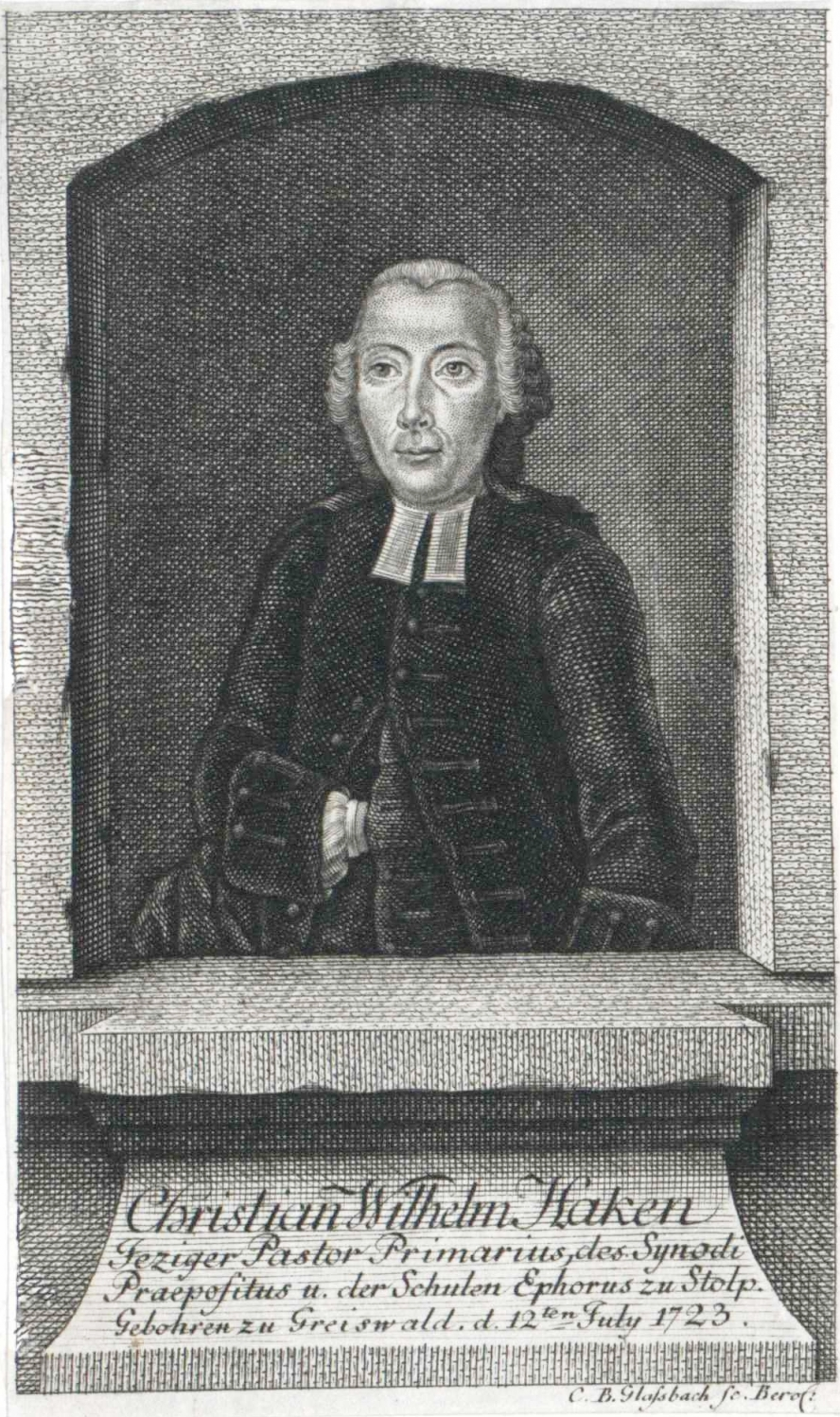
Christian Wilhelm Haken, Stich von Christian Benjamin Glassbach

Christian Wilhelm Haken (* 12. Juli 1723 in Greifswald; † 20. Dezember 1791 in Stolp) war ein deutscher evangelischer Pfarrer. Er forschte und schrieb über die Geschichte Pommerns.

## Leben
Christian Wilhelm Haken wurde geboren als Sohn eines Postmeisters und dessen Frau, einer Tochter des Pfarrers Christian Tornow an der Marienkirche in Belgard.
Haken wuchs zunächst bei seinem Großvater Christian Tornow in Belgard auf. Nach dessen Tod besuchte er von 1740 bis 1743 das Gröningsche Collegium in Stargard in Pommern. Danach studierte er bis 1747 Theologie an der Universität Königsberg.
1748 wurde er Pfarrer in Jamund bei Köslin. 1771 wurde er zum ersten Pfarrer an der Marienkirche in Stolp gewählt. 1772 wurde er zum Vorsteher der Synode und zum Leiter der Stolper Schulen ernannt. Christian Wilhelm Haken starb in Stolp am 20. Dezember 1791.
Haken arbeitete schriftstellerisch über die Geschichte Pommerns. Er war auch an der Herausgabe und Gestaltung der vierteljährlich erscheinenden Zeitschrift Pommersches Archiv der Wissenschaften und des Geschmacks beteiligt. Neben seinen Veröffentlichungen hinterließ er bei seinem Tode eine Reihe unveröffentlichter Manuskripte. Hakens Interesse an Volkssitten und Volkssprache Hinterpommerns lässt ihn aus späterer Sicht als frühen Vertreter der Volkskunde in Pommern erscheinen.
Sein Sohn Johann Christian Ludwig Haken (1767–1835) wurde ebenfalls evangelischer Pfarrer und als Schriftsteller tätig.

## Auszeichnungen
- Ehrenmitglied der Gesellschaft Naturforschender Freunde zu Berlin, 1773

## Schriften (Auswahl)

### Veröffentlichte Schriften
- Versuch einer Diplomatischen Geschichte der Königlich Preußischen Hinterpommerschen Immediat- und vormaligen Fürst- und Bischöflichen Residenzstadt Cößlin seit ihrer vor fünfhundert Jahren erlangten städtischen Einrichtung. Lemgo 1765, Fortsetzung 1767. online.
- Beschreibung einer bequemen Handmaschine zum Steinschneiden, in: Berlinische Sammlungen zur Beförderung der Arzneywissenschaft, der Naturgeschichte usw., 2. Band, S. 79 ff., 1769.
- Wohlverdiente Ehrensäule der Cösliner, wegen der unverbrüchlichen Treue, so sie von den ältesten Zeiten her ihren Landesherren bewiesen. Berlin 1770.
- Drei Beiträge zur Erläuterung der Stadtgeschichte von Stolp. Neu herausgegeben von F. W. Feige. Stolp 1866, 176 Seiten, online.
  - Erster Beitrag: Jungfernkloster, Klosterkirche und Armenschule (1773), S. 1–32, online.
  - Zweiter Beitrag: Reformationsgeschichte und derselben Folgen (1775), S. 33–88, online.
  - Dritter Beitrag: Ehemaliges Mönchskloster, jetzige Schloßkirche und zugelegte Filiale Cublitz - Nebst einem zweifachen Anhange. (Ohne Angabe der Jahreszahl.) S. 89–167, online.
- Historisch-kritische Untersuchung sämtlicher Nachrichten von der ehemaligen, auf der pommerschen Küste befindlich gewesenen und so hoch berühmten Seestadt Jomsburg (Preisschrift). Leipzig und Kopenhagen 1776, 44 Seiten.
- Etwas von den Pommerschen Cassuben, in: Anton Friedrich Büschings Wöchentliche Nachrichten. Siebenter Jahrgang, Berlin 1779, Nr. 24, S. 189–193 und Nr. 25,  S. 197–201.
- Nachrichten von der Stadtschule zu Stolpe und ihren Lehrern. In: Pommersches Archiv der Wissenschaften und des Geschmacks (J. Ph. A. Hahn und G. F. Pauli, Hrsg.). Eine Vierteljahrsschrift. 1. Stück, Stettin/Anklam 1785.
- Kurze Lebensbeschreibungen denkwürdiger zu Stolpe in Hinterpommern geborener Männer, welche sich durch große Talente, Gelehrsamkeit und Vaterlandsliebe hervorgetan haben (A Siegfried Bock,  B Henning Iven und C Bartholomäus Suave). In: Pommersches Archiv der Wissenschaften und des Geschmacks (J. Ph. A. Hahn und G. F. Pauli, Hrsg.). Eine Vierteljahrsschrift. 2. Stück, Stettin/Anklam 1785, S. 204–221 online

### Unveröffentlichte Manuskripte
- Vierter Beitrag zur Erläuterung der Stadtgeschichte von Stolp.
- Diplomatarium Coeslinense.
- Geschichte des von Bellingschen Husarenregiments.
- Hinterpommersches Wörterbuch (Idiotikon)